# وليد ناصيف
وليد ناصيف (1972) هو مخرج أغانٍ لبناني. حاز في العام 2016، جائزة «أفضل مخرج فيديو كليبات» ضمن فعاليات الدورة الخامسة لمهرجان الأغنية المصوّرة في مهرجان القاهرة للأغنية.
المميّز في مسيرة ناصيف أنها عاصرت الأجيال الأربعة للانتاج الفني، بدءاً من الانتاج الكلاسيكي للأفلام، مروراً بعصر الأفلام الديجيتال والمحتوى الرقمي على السوشال ميديا وصولاً إلى مرحلة الذكاء الاصطناعي, مثال على ذلك إدخاله تقنية الذكاء الاصطناعي في العام 2024 إلى عالم الفيديو كليب، في زمن كان العالم يتعرف على هذه التقنية ويعتاد عليها، إذ ساهم في خلق توجه جديد في هذا المجال من خلال فيديو كليب أغنية الفنانة يارا قرقماز "كيفك"، بالإضافة إلى أربعة فيديو كليبات بتقنية الذكاء الاصطناعي للفنانة لطيفة في ألبومها الجديد "مفيش ممنوع".

## نشاطه
ولد ناصيف في 4 كانون الأول/ ديسمبر 1972 في بيروت، درس الإخراج السينمائي، وعمل كمدرس لفنون السينما. أما تجربة ناصيف الإخراجية الأولى في عالم الدراما التليفزيونية فكانت من خلال المسلسلات العراقية، ويعمل كمخرج للكليبات، حيث تعاون مع نجوم الغناء في الوطن العربى منهم: جورج وسوف وإليسا ونانسى عجرم وعاصى الحلانى وديانا حداد ونجوى كرم وفارس كرم وغيرهم.
مسيرته المهنية الناجحة مستمرة وتمتد لأكثر من 26 عاماً في مجال الإخراج، وقد تكللت بتأسيس وليد ناصيف شركته الخاصة، "دبليو بي برودكشن" التي يسعى من خلالها إلى المساهمة في تطوير صناعة الإنتاج الفني في الوطن العربي و تقديم أعمال فنية مبتكرة من حيث الفكر و الشكل و المعالجة.
ارتبط اسمه بشكل أساسي في صناعة الفيديو كليبات إلا أن نظرته المستقبلية للأمور جعلته مخرجاً متعدد المواهب بحيث أبدع في مختلف الأعمال الاخراجية التي نفّذها، بدءاً من البرامج التلفزيونية، الحملات الإعلانية والدعائية، البرامج المباشرة، العروض المباشرة، الأفلام الوثائقية، الفيديوهات التجارية التي تتناول مسيرة الشركات، المناسبات الحكومية، المهرجانات العربية والعالمية، الحملات الدعائية للاعلام الرقمي، والأهم في الوقت الراهن هو أعماله في مجال الواقع الافتراضي بحيث بات من أهم الأسماء في مجال تقديم الخدمات الاستشارية في مجال المحتوى المبني على تكنولوجيا الواقع الافتراضي والذكاء الاصطناعي. كما يقدّم وليد ناصيف مجموعة ورش تدريبية في مجال الإخراج. على سبيل المثال، ورشة عمل حول أحدث تقنيات الذكاء الاصطناعي وكيفية استخدامها بشكل جيد في عالم الإنتاج السمعي والمرئي مع طلاب كلية الصوتيات والمرئيات في جامعة سيدة اللويزة في لبنان بالعام 2024، وهي الجامعة التي تخرج منها.
بدايات المخرج وليد ناصيف في مجال الاخراج كانت من خلال عمله في مجال إعلانات البرامج التلفزيونية وذلك بعدة محطات تلفزيونية أولها محطة المؤسسة اللبنانية للإرسال LBC. من ثم اقتنص وليد ناصيف فرصة عالمية وهي إخراج أول عمل أكشن كوميدي على شكل مقاطع قصيرة أو سكتشات بالتعاون مع محطة ديزني العالمية. في مرحلة لاحقة سنحت لوليد ناصيف فرصة إخراج أول أغنية مصورة تحمل اسمه بحيث تعاون مع الفنانة اللبنانية باسمة لإخراج أغنية "عندي سؤال" ليلمع اسمه من بعدها في عالم إخلاج الفيديو كليبات.
أعمال المخرج اللبناني وليد ناصيف تتخلص في: أكثر من 76 فيديو تعريفي للمؤسسات وشركات العقارات، أكثر من 160 حملة وفيلم دعائي بالتعاون مع شركات محلية وعالمية، أكثر من 80 حفلة وعرض مباشر، أكثر من 27 حفل حكومي وأكاديمي في لبنان والعالم العربي، أكثر من 40 برنامج تلفزيوني من ضمنها برامج الواقع، أكثر من 20 فيلم وثائقي، وأكثر من 10 أعمال ترتكز على الذكاء الاصطناعي والواقع الافتراضي.

## أعماله
| الأغنية المصورة            | المغني                          | الألبوم         | السنة |
| -------------------------- | ------------------------------- | --------------- | ----- |
| حبيبي يا عيني              | نورهان                          | شكلو كيف        | 2003  |
| شكلو كيف                   | نورهان                          | شكلو كيف        | 2004  |
| جديد في جديد               | بشار الشطي                      |                 | 2005  |
| يا هالعرب                  | محمد عساف                       |                 | 2013  |
| أخيراً                      | سارة (مغنية)                    | أخيراً           | 2004  |
| عندي سؤال                  | باسمة                           |                 | 2001  |
| عز الدني                   | رضا (مغني)                      |                 | 2005  |
| فارس أحلامي                | عبير فضة                        |                 | 2004  |
| ما تفكرنيش                 | هدى سعد                         | ارتحت           | 2008  |
| بتبعد ليه                  | وليد سعد                        | --              | --    |
| قالولي أنساك               | أيمن زبيب                       | قالولي أنساك    | 2006  |
| عشر قلوب                   | تركي                            | عشر قلوب        | 2007  |
| ببلاد الغربة               | ساندرا يوسف                     |                 | 2007  |
| دموع الشتي                 | هويدا يوسف                      | جاني تاني       | 2005  |
| جاني تاني                  | هويدا يوسف                      | جاني تاني       | 2005  |
| بقى سبتني                  | هويدا يوسف                      |                 | 2006  |
| عزة نفسي                   | صابر الرباعي                    | أتحدى العالم    | 2005  |
| غنو لحبيبي                 | عبد المجيد عبد الله             | الحب الجديد     | 2005  |
| شكلك ما يطمنش              | ريدا بطرس                       | شكلك ما يطمنش   | 2006  |
| ماشي يا زمن                | ريدا بطرس                       | شكلك ما يطمنش   | 2005  |
| حبيتك                      | ريدا بطرس                       |                 | 2008  |
| بيروت                      | سوزان تميم                      |                 | 2006  |
| عد الأصابع                 | رضا العبد الله                  |                 | 2006  |
| عدى العمر                  | رضا (مغني)                      |                 | 2006  |
| مهما تقولو                 | وائل جسار                       | --              | --    |
| استغربت الحال الدنيا       | رجاء قصابني                     |                 | 2007  |
| يا خوي ياللي بغزة          | محمد عبده (مغني)                | --              | --    |
| بهواكي                     | وائل كفوري                      | --              | 2001  |
| شيراز                      | جهاد عقل                        | --              | --    |
| perisan violin dance       | جهاد عقل                        | --              | --    |
| شو عملتي فيي               | هيثم الشوملي                    | --              | 2007  |
| لا تلعب معايا              | نوال الزغبي                     | --              | 2017  |
| بتوحشيني                   | وائل جسار                       |                 | 2008  |
| ألبوم صور                  | هاني شاكر                       |                 | 2009  |
| شو ع بالي                  | باسمة                           |                 | 2005  |
| عزة نفسي                   | صابر الرباعي                    |                 | 2005  |
| الله يحميك                 | صابر الرباعي                    |                 | 2005  |
| أعذريني                    | عبد الله الرويشد ونوال الكويتية | ما في أحد مرتاح | 2005  |
| الجديد                     | راشد الفارس                     | الجديد          | 2007  |
| عاشت بلادي                 | راشد الفارس                     |                 | 2006  |
| كتير هيك                   | هايا                            |                 | --    |
| قدام الكل                  | دارين حدشيتي                    | قدام الكل       | 2005  |
| بعدك بكل المطارح           | دارين حدشيتي                    | قدام الكل       | 2005  |
| عم تتحلي                   | دارين حدشيتي                    | ارتحلك قلبي     | 2006  |
| حبك غالي عليا              | دارين حدشيتي                    | كل القصة        | 2008  |
| راسي على راسك              | دارين حدشيتي                    | كل القصة        | 2008  |
| التنورة                    | فارس كرم                        | --              | 2005  |
| شفتا                       | فارس كرم                        |                 | 2006  |
| ختيار عالعكازة             | فارس كرم                        | --              | 2007  |
| طمنلو قلبو                 | عمر                             | الصيف والناس    | 2005  |
| ما كنتش                    | هدى سعد                         | ارتحت           | 2008  |
| الجيش اللبناني             | نانسي عجرم                      | --              | --    |
| بدك تبقى فيك               | نانسي عجرم                      | --              | --    |
| اعمل عاقلة                 | نانسي عجرم                      | --              | --    |
| سألوني                     | عاصي الحلاني                    | --              | --    |
| لوين تروح                  | عاصي الحلاني                    | --              | --    |
| بتمون                      | إليسا                           | أيامي بيك       | 2007  |
| أواخر الشتا                | إليسا                           | أيامي بيك       | 2009  |
| مجنونة                     | ديانا حداد                      | --              | 2010  |
| هيك بتعمل                  | سارة الهاني                     | --              | 2009  |
| كلو عادي                   | نورا رحال                       | دنيتي أحلى      | 2006  |
| لا تختبر صبري              | نورا رحال                       | دنيتي أحلى      | 2006  |
| احلى غرام                  | ريان                            | حالة غريبة      | 2004  |
| حكيو عنيك                  | ريان                            | حكيو عنيك       | 2006  |
| كانت روحي                  | ريان                            | حكيو عنيك       | 2006  |
| ما حرام                    | ريان                            | وين بروح        | 2007  |
| خليها بقلبي تجرح           | ليال عبود                       | --              | 2014  |
| خشخش حديد المهرة           | ليال عبود                       | --              | 2013  |
| ما بعيش                    | ليال عبود                       | --              | 2010  |
| ليلة وداعنا                | جورج وسوف                       | --              | 2006  |
| كلامك يا حبيبي             | جورج وسوف                       | --              | 2008  |
| علم قلبي الشوق             | جورج وسوف                       | --              | 2008  |
| سبت الدنيا                 | جورج وسوف                       | --              | 2008  |
| لو بس تعرف                 | نجوى كرم                        | --              | 2011  |
| مافي نوم                   | نجوى كرم                        | --              | 2011  |
| ملعون أبو العشق            | نجوى كرم                        | --              | 2019  |
| نقطة انتهى (من مسلسل تارا) | نوال الزغبي                     | --              | 2024  |

## المسلسلات الدرامية
خاض المخرج وليد ناصيف تجربته الاخراجية الأولى في عالم المسلسلات الدرامية مع مسلسل "جريمة شغف" الذي عرض بموسم رمضان العام 2016، ويضم نخبة من نجوم العالم العربي.
- جريمة شغف - 2016
- تارا - 2024

## البرامج التلفزيونية
- برنامج "أنا هيك" للمقدّم نيشان على قناة الجديد اللبنانية.
- برنامج "طرب مع مروان خوري" على شاشة العربي 2.
- عالم دريد للأطفال على محطة MBC.
- برامج كوميدية ووثائقية على شبكة أوربيت.
- برنامج "فايم" على محطة ART.
- برنامج دندنة الغنائي الذي يجمع كبار الفنانين على محطة MBC.
- برنامج الألعاب Call Collect على محطة ART.
- برنامج آخر من يعلم على محطة MBC.
- برنامج CBM أكبر برنامج غنائي كوميدي على محطة MBC.
- برنامج الألعاب Raz Mania على محطة MBC.[13]

## وصلات خارجية
- الموقع الرسمي
- وليد ناصيف على موقع IMDb (الإنجليزية)
- وليد ناصيف على موقع قاعدة بيانات الأفلام العربية
- وليد ناصيف على موقع ديسكوغز (الإنجليزية)